# Ozola niphoplaca
Ozola niphoplaca là một loài bướm đêm trong họ Geometridae.